# Walter Markov
Walter Karl Hugo Markov (* 5. Oktober 1909 in Graz als Walter Karl Hugo Mulec; † 3. Juli 1993 in Mühlenbeck-Summt, Landkreis Oranienburg) war ein deutscher Historiker und Widerstandskämpfer. Er war von 1948 bis 1974 Professor für Neuere Geschichte an der Karl-Marx-Universität Leipzig und befasste sich schwerpunktmäßig mit Revolutionsforschung und Universalgeschichte.

## Leben
Markovs Vorfahren väterlicherseits waren Slowenen aus der Untersteiermark. Seine Mutter kam aus Wien und gehörte der evangelischen Minderheit an, die Großmutter stammte aus Sachsen. Markovs Vater war kaufmännischer Angestellter beim Deutschen Kalisyndikat. Schon im Jahr nach Walters Geburt zog die Familie nach Ljubljana (Laibach). Im Ersten Weltkrieg kehrte die Familie 1915 nach Graz zurück, wo Markov die Evangelische Privatschule besuchte. Nach dem Zerfall der Habsburgermonarchie erhielt er die jugoslawische Staatsbürgerschaft. Schon 1919 wurde der Vater erneut auf einen Posten in das nun zum Königreich Jugoslawien gehörende Ljubljana versetzt. Es folgten Stationen in Kranj, Belgrad und Sušak. Ende 1924 änderte die Familie ihren Namen amtlich von Mulec (was in manchen Regionen als Schimpfwort galt) in Markov. In Sušak legte Markov 1927 das Abitur ab.
Mit einem Stipendium des Gustav-Adolf-Vereins studierte er ab 1927 Geschichte, Geographie, Slavistik, Religionsgeschichte, Philosophie und Orientalistik an den Universitäten Leipzig, Bonn, Köln, Berlin und Hamburg. Nachdem der eigentlich von Markov als Doktorvater favorisierte Richard Salomon Deutschland verlassen musste, promovierte er 1934 bei Fritz Kern in Bonn. Seine Dissertation zu Serbien zwischen Österreich und Rußland 1897–1908 wurde mit summa cum laude bewertet. Anschließend wurde er wissenschaftlicher Assistent am Orientalistischen Seminar und Bibliothekar am Historischen Institut der Universität Bonn.
Im selben Jahr gründete Markov in Bonn eine studentische Widerstandsgruppe und trat der verbotenen KPD bei. Zu den Aktivitäten der „Markov-Gruppe“ gehörte z. B. die Mitarbeit an der politischen Zeitung Sozialistische Republik. 1935 wurde die Gruppe zerschlagen und die Beteiligten wurden verhaftet. Vom Volksgerichtshof wurde er wegen „Vorbereitung eines hochverräterischen Unternehmens“ zu zwölf Jahren Zuchthaus verurteilt. Er wurde im Zuchthaus in Siegburg inhaftiert, wo er acht Jahre in Einzelhaft verbrachte und Zwangsarbeit verrichtete.
Im April 1945 organisierte er die Selbstbefreiung der politischen Häftlinge. In Bonn gehörte er zu den Mitbegründern der Freien Deutschen Jugend und des AStA der Universität Bonn. Vergeblich versuchte er, sich in Bonn beruflich zu betätigen. Wegen fehlender Aussichten auf eine akademische Laufbahn siedelte er 1946 nach Leipzig über. Er habilitierte sich 1947 an der Martin-Luther-Universität Halle-Wittenberg mit einer Arbeit über die Grundzüge der Balkandiplomatie. 1947/48 beteiligte er sich an Debatten der Gesellschaft Imshausen über einen gesamtdeutschen „Dritten Weg“ bei der Erneuerung Deutschlands.
Markov heiratete 1947 die Bibliothekarin Irene Bönninger (1927–2022). Das Paar bekam fünf Kinder, darunter den späteren Politiker Helmuth Markov.
An der Universität Leipzig erhielt er 1948 eine Professur mit vollem Lehrauftrag, ein Jahr später wurde ihm der Lehrstuhl für Mittlere und Neuere Geschichte übertragen. Außerdem wurde er Direktor des von Karl Lamprecht begründeten Instituts für Kultur- und Universalgeschichte (ab 1951 Institut für Allgemeine Geschichte). Im Januar 1951 wurde er u. a. wegen seiner „recht unabhängigen Denkweise“ und des Vorwurfs des angeblichen „Titoismus“ (der wohl mit Markovs slowenischer Herkunft zusammenhing) aus der SED ausgeschlossen. Zudem wurde ihm der Status als „Verfolgter des Naziregimes“ aberkannt. Trotzdem konnte er seine wissenschaftliche Arbeit in Leipzig fortsetzen. Von 1951 bis 1959 war er kommissarischer Direktor des Instituts für Geschichte der Völker der UdSSR bzw. für Geschichte der Europäischen Volksdemokratien. Neben dem Philosophen Ernst Bloch, dem Literaturwissenschaftler Hans Mayer und dem Romanisten Werner Krauss gehörte Markov zu den prägendsten Intellektuellen im Leipzig der Fünfzigerjahre. Ende der 1950er Jahre war er kurzzeitig für die Hauptverwaltung Aufklärung (HV A) des Ministeriums für Staatssicherheit tätig. Im akademischen Jahr 1960/61 war Markov Prodekan der Philosophischen Fakultät der Universität Leipzig.
Seine Forschungsschwerpunkte lagen in der Französischen Revolution und der danach folgenden Revolutionsgeschichte. In besonderem Maße befasste er sich mit den Jakobinern und den Sansculottes. Über seine Beschäftigung mit der äußersten Linken der Französischen Revolution fand er sein großes Thema, die Biografie von Jacques Roux. Zu ihm veröffentlichte er von 1965 bis 1970 sein vierbändiges Opus magnum und forschte dafür auch in Frankreich. Er knüpfte intensive Kontakte zu französischen Historikern. Er erhielt als Anerkennung für seine Arbeiten zahlreiche nationale und internationale Ehrungen. Von 1960 bis 1974 war er Vizepräsident des Nationalkomitees der Historiker der DDR. Markov wurde 1961 ordentliches Mitglied der Deutschen Akademie der Wissenschaften zu Berlin (ab 1972 Akademie der Wissenschaften der DDR) und 1964 ordentliches Mitglied der Philologisch-Historischen Klasse der Sächsischen Akademie der Wissenschaften zu Leipzig.
Als einen weiteren Schwerpunkt seiner Arbeit wählte er die Geschichte der Befreiungsbewegungen und der Dritten Welt. Von daher wandte er sich der Weltgeschichte zu, über die er ebenfalls mehrere Arbeiten veröffentlichte. Markov war Mitbegründer der Deutsch-Afrikanischen Gesellschaft der DDR und amtierte von 1961 bis 1969 als deren Präsident. In den Jahren 1962/1963 war er als erster Direktor des Fachbereichs Geschichte der University of Nigeria in Nsukka tätig. 1964 wurde er kommissarischer Direktor des Afrika-Instituts der Universität Leipzig, ab 1968 war er Mitglied des Direktoriums der neu gegründeten Sektion für Afrika-, Asien- und Nahostwissenschaften. Von 1970 bis 1971 lehrte er als Gastdozent an der Universidad de Chile.
1974 ging Markov in den Ruhestand. Seine Professur übernahm Manfred Kossok, der auch die Tradition der vergleichenden Revolutionsforschung weiterführte. Von da an publizierte Markov regelmäßig in der Weltbühne. Er wurde 1974 mit dem Vaterländischen Verdienstorden (ab 1989 mit Ehrenspange) und 1979 mit dem Großen Stern der Völkerfreundschaft ausgezeichnet. 1983 und 1984 erlitt er zwei Herzinfarkte.
Während der Wende in der DDR trat Markov im Dezember 1989 der PDS bei. Die Zeitschrift Comparativ und die „Karl-Lamprecht-Gesellschaft“, die unter seiner Mitwirkung gegründet wurden, sehen sich in Markovs Tradition. Die nach Karl Lamprecht benannte Gesellschaft verleiht den nach Markov benannten Walter-Markov-Preis für Geschichtswissenschaften. In Bonn ist ein Antiquariat nach Markov benannt. In Leipzig-Holzhausen trägt die Straße Walter-Markov-Ring seinen Namen.

## Werke
Als Autor:
- Serbien zwischen Österreich und Russland 1897–1908. Kohlhammer, Stuttgart 1934 (Dissertation, Universität Bonn, 1934).
- Grundzüge der Balkandiplomatie. Ein Beitrag zur Geschichte der Abhängigkeitsverhältnisse. 1947 (Habilitationsschrift, Universität Leipzig, 1947); Leipziger Universitätsverlag, Leipzig 1999, ISBN 3-933240-97-2.
- Geschichte der Türkei. Volk und Wissen, Berlin und Leipzig 1948.
- Jacques Roux oder vom Elend der Biographie. Akademie, Berlin 1966.
- Die Freiheiten des Priesters Roux. Akademie, Berlin 1967; Leipziger Universitätsverlag, Leipzig 2009, ISBN 978-3-86583-396-9.
- Exkurse zu Jacques Roux. Akademie, Berlin 1970.
- mit Albert Soboul: 1789, die große Revolution der Franzosen. Akademie, Berlin 1973.
- mit Heinz Helmert: Schlachten der Weltgeschichte. Edition Leipzig, Leipzig 1977.
- mit Ernst Werner: Geschichte der Türken von den Anfängen bis zur Gegenwart. Akademie, Berlin 1978.
- Weltgeschichte im Revolutionsquadrat. Hrsg. von Manfred Kossok. Akademie, Berlin 1979.
- Kognak und Königsmörder. Historisch-literarische Miniaturen. Aufbau, Berlin/Weimar 1979.
- Grand Empire. Sitten und Unsitten der Napoleonzeit. Edition Leipzig, Leipzig 1984.
- Zwiesprache mit dem Jahrhundert. Dokumentiert von Thomas Grimm. Aufbau, Berlin 1989, ISBN 3-351-01512-7 (Autobiografie).
- Wie viele Leben lebt der Mensch. Eine Autobiographie aus dem Nachlass. Faber & Faber, Leipzig 2009, ISBN 3-867-30092-5.

Als Herausgeber:
- mit Albert Soboul: Die Sansculotten von Paris. Dokumente zur Geschichte der Volksbewegung 1793–1794. Akademie, Berlin 1957.
- Maximilien Robespierre: 1758–1794. Beiträge zu seinem 200. Geburtstag. Rütten und Loening, Berlin 1958.
- Babeuf-Studien. Gedenkband aus Anlass des 200. Geburtstags von Gracchus Babeuf am 23.11.1960. Akademie, Berlin 1961.
- mit Alfred Anderle, Ernst Werner: Weltgeschichte. Die Länder der Erde von A–Z (= Kleine Enzyklopädie). Bibliographisches Institut, Leipzig 1964.
- Jacques Roux: Scripta et acta. Akademie, Berlin 1969.
- Revolution im Zeugenstand. Frankreich 1789–1799. 2 Bände. Reclam, Leipzig 1982.
- Jacques Roux: Freiheit wird die Welt erobern. Reden und Schriften. Reclam, Leipzig 1985.
- mit Katharina Middell und Matthias Middell: Die Französische Revolution. Bilder und Berichte 1789–1799. Reclam, Leipzig 1989.

## Filme
- Thomas Grimm: Freiheit wird die Welt erobern. Der Historiker Walter Markov. ORB, 30 min/50 min. 1993.